# Eddie Jones (Rugbytrainer)
Eddie Jones (* 30. Januar 1960 in Burnie, Australien) ist ein australisch-japanischer Rugby-Union-Trainer. Er trainiert seit 2024 die japanische Rugby-Nationalmannschaft.

## Biografie
Jones war aktiver Rugby-Spieler und begann seine Trainer-Karriere 1994 in Japan. Seit 1998 war er Club-Trainer in Australien. Von 2001 bis 2005 coachte er die australische Rugby-Nationalmannschaft und erreichte mit dieser den Final der Rugby-Weltmeisterschaft 2003. Beim Sieg Südafrikas an der Rugby-Weltmeisterschaft 2007 war Jones Teil des Trainerteams. 2012 bis 2015 trainierte der die japanische Rugby-Nationalmannschaft.
Als erster ausländischer Trainer übernahm Jones 2015 die englische Rugby-Nationalmannschaft und hatte einen Vertrag bis zur Rugby-Weltmeisterschaft 2023 in Frankreich. Seine wichtigsten Erfolge sind drei Siege im Six-Nations-Turnier (2016, 2017, 2020, davon 2016 als Grand Slam) sowie der Vizeweltmeistertitel an der Rugby-Weltmeisterschaft 2019. 2017 wurde er zum World Rugby Coach of the Year gewählt.
Am 6. Dezember 2022 wurde Jones von der Rugby Football Union als Trainer Englands entlassen, nachdem die englische Mannschaft im Jahr 2022 nur fünf ihrer zwölf Test Matches gewinnen konnte. Im Januar 2023 wurde er erneut als Trainer Australiens angestellt, wo er den zuvor entlassenen Dave Rennie ersetzte. Jones war bereits von 2001 bis 2005 Trainer Australiens. Nach der enttäuschenden Weltmeisterschaft 2023, seine Wallabies waren erstmals in der Vorrunde ausgeschieden, trat Jones vom Trainerposten zurück. Im Januar 2024 kehrte er als Trainer Japans zurück.